# Moulin de Mores
Le moulin de More était un moulin situé  à Celles-sur-Ource dans l'Aube.

En 1197, l'abbaye de Mores, obtient de Milon, comte de Bar-sur-Seine, le droit de construire un moulin à blé sur l'Ource, non loin de l'abbaye.

En janvier 1548, Jean Chaulvirey et Guyonne sa femme louent le moulin à blé, charge à eux de construire : un pont sur la rivière pour le passage des personnes, un moulin à papier et son habitation. Loyer annuel, payé en deux termes, étant de vingt-cinq livres en argent, six chapons, une rame de papier, deux livres de cire, une livre d'épices, moitié poivre et l'autre de gingembre, quatre onces de clous de girofle.

Il est décrit comme ayant un bâtiment d'habitation, une écurie, un jardin et chenevière avec vingt-quatre arpents de terre labourable dit les terres d'Orvaulx, sur son bail du 28 mai 1694,. Le baileur Nicolas Godin ayant comme clients Noël Laudereau, Noël Moreau dit le Coq, Denis Clément, Pierre Desmolins, des libraires de Troyes.